# Río Cachi Mayu
Río Cachi Mayu är ett vattendrag i Bolivia.   Det ligger i departementet Chuquisaca, i den centrala delen av landet, 30 km söder om huvudstaden Sucre.
Omgivningen kring Río Cachi Mayu är i huvudsak ett öppet busklandskap. Området är ganska glesbefolkat, med 23 invånare per kvadratkilometer.